# Robert Doornbos
Robert Michael Doornbos (* 23. September 1981 in Rotterdam) ist ein niederländischer Automobilrennfahrer. Er startete 2005 und 2006 in der Formel 1.

## Karriere

### Anfang seiner Sportkarriere
Doornbos' erste Sportkarriere war im Tennissport, in dem er in den Niederlanden auf halbprofessionellem Niveau spielte. Sein Interesse am Motorsport war geweckt, als er 1998 als Gast von Williams den Grand Prix von Belgien besuchte.
Er gab das Tennisspiel auf und konzentrierte sich auf eine Rennkarriere. Für das JR Racing Team fuhr er 1999 in der Formel Vauxhall Lotus Winterserie gleich eine erfolgreiche Saison – er wurde Gesamtzweiter der Meisterschaft mit vier Rennsiegen, vier Pole-Positions und vier schnellsten Rennrunden. 2000 trat er in verschiedenen Rennserien der Formel Ford an. Dabei wurde er Fünfter der Benelux Formel Ford 1800 und Sechster der niederländischen Formel Ford 1800. 2001 wechselte er in die britische Formel-3-Meisterschaft und wurde Fünfter in der nationalen Klasse. Außerdem nahm er an sechs Rennen der deutschen Formel-3-Meisterschaft teil. 2002 wechselte er zum Team Ghinzani und konzentrierte sich auf die deutsche Formel-3-Meisterschaft, die er schlussendlich auf dem elften Gesamtrang beendete. 2003 blieb der Niederländer beim Team Ghinzani und startete in der neugeschaffenen Formel-3-Euroserie. Mit zwei zweiten Plätzen als beste Resultate belegte er am Saisonende den neunten Gesamtrang. Außerdem nahm er 2002 und 2003 an weiteren Formel-3-Rennen teil.

### Formel 3000
Mit Hilfe von Sponsor Red Bull fuhr Doornbos 2004 als Teamkollege von Vitantonio Liuzzi beim amtierenden Meisterrennstall Arden International in der Internationalen Formel-3000-Meisterschaft der FIA. Während Liuzzi die Meisterschaft dominierend gewann, schloss der Niederländer die Saison als Dritter ab und wurde bester „Neuling der Saison“. Er war viermal auf dem Podium, darunter einmal als Sieger des Rennens in Spa-Francorchamps, das er vor seinem Teamkollegen für sich entschied. Nach dem Ende der Saison wechselte er in die Formel 1 zum Jordan-Rennstall, wo er für die letzten drei Rennen als Freitagstestfahrer eingesetzt wurde. Er ersetzte Timo Glock, der zum offiziellen Fahrer aufgestiegen war, nachdem Giorgio Pantano sein Cockpit aufgrund finanzieller Probleme verloren hatte.

### Formel 1

#### Minardi (2005)
Für Jordan kam Doornbos in neun der ersten elf Rennen der Saison 2005 zum Freitagseinsatz. Am 19. Juli wurde er für den Grand Prix von Deutschland in Hockenheim als Fahrer des Minardi-Team verpflichtet. Er profitierte wiederum von finanziellen Problemen eines Rennfahrerkollegen – der betroffene Fahrer war diesmal der Österreicher Patrick Friesacher. Doornbos und sein Teamkollege Christijan Albers waren das erste rein niederländische Fahrerduo seit Carel Godin de Beaufort und Ben Pon 1962 beim Großen Preis in Zandvoort gemeinsam für das Ecurie Maarsbergen Team fuhren. Für Minardi absolvierte Doornbos acht Formel-1-Rennen, in denen er sechsmal ins Ziel kam. Mit zwei 13. Plätzen als beste Platzierung belegte er den 25. Platz in der Fahrerwertung.

#### Red Bull Racing (2006)

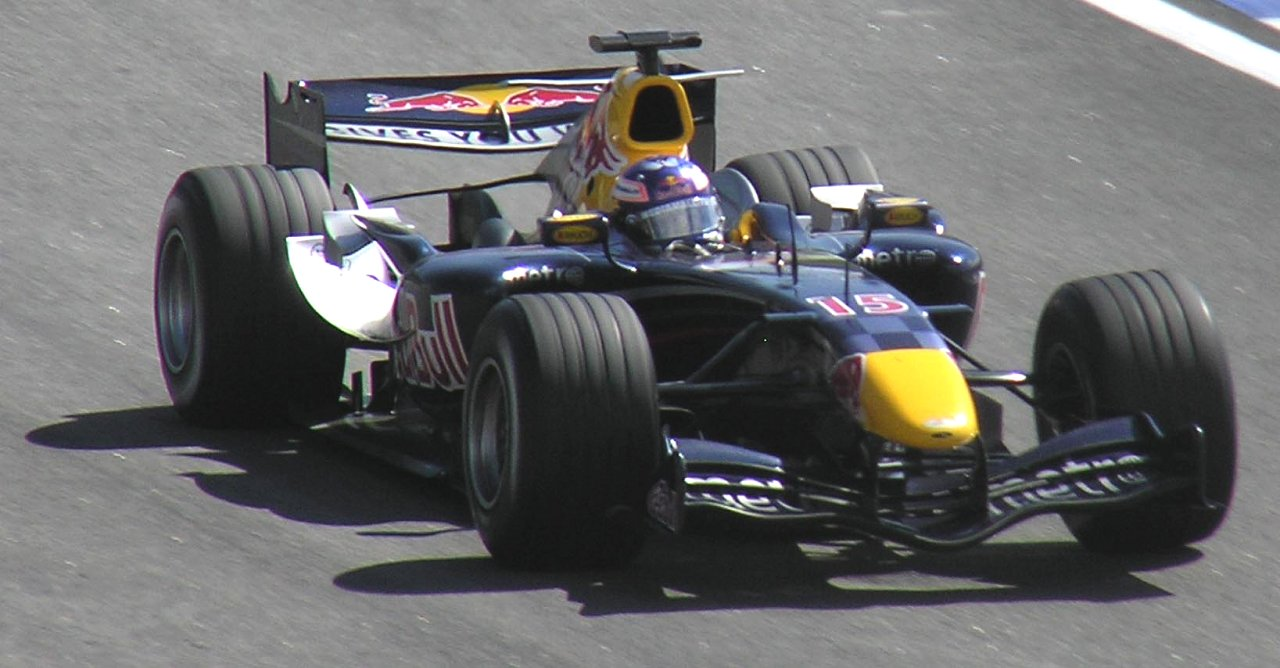
Doornbos im Red Bull, Grand Prix von Brasilien 2006

Ende 2005 wurde das Minardi-Team von Red Bull gekauft und wurde deren „B-Team“ Scuderia Toro Rosso. Doornbos konnte zunächst als Fahrer für die Saison 2006 keinen neuen Arbeitgeber finden, doch Christian Horner, sein ehemaliger Teamchef bei Arden International, der inzwischen auch Teamchef von Red Bull Racing war, verpflichtete ihn als Test- und Reservefahrer von Red Bull Racing. In der Saison 2006 war er zunächst Freitags-Testfahrer des Teams und sollte einspringen, wenn einer der regulären Fahrer (David Coulthard oder Christian Klien) fürs Rennen ausgefallen wäre.
Am 11. September gab Red Bull Racing bekannt, dass Doornbos bei den verbleibenden drei Saisonrennen den Stammpiloten Klien ersetzen werde. Doornbos konnte in den verbleibenden drei Rennen abermals keine Punkte erzielen und zwei zwölfte Plätze waren seine besten Resultate. Am Saisonende belegte er den 24. Gesamtrang.

### Zeit nach der Formel 1
Nachdem er in der Formel 1 kein Cockpit mehr erhalten hatte, wechselte Doornbos 2007 in die Champ-Car-Serie. Er trat in der Serie für das Minardi Team USA, das aus HVM Racing hervorgegangen war, an. Doornbos entschied zwei Rennen für sich und wurde als bester Neuling hinter Sébastien Bourdais und Justin Wilson Dritter in der Gesamtwertung. Nachdem die Champ-Car-Serie aufgelöst worden war, war der Niederländer zunächst wieder ohne Cockpit. Er kehrte nach Europa zurück und fuhr 2008 in der neuen Rennserie Superleague Formula für das von der Scuderia Playteam betreute Team des AC Mailand. Doornbos gewann zwei Rennen und das Team schloss die Saison als Dritter ab. Im darauf folgenden Winter ging er für das niederländische Team in der A1GP-Serie bei vier Rennen an den Start und erzielte dabei einen Sieg sowie eine Pole-Position.
2009 unterschrieb Doornbos beim IndyCar-Rennstall Newman/Haas/Lanigan Racing. Da er mit seinen Ergebnissen nicht zufrieden war, löste er den Vertrag nach zwölf Rennen auf und wechselte zu HVM Racing, für das er bereits 2007 in der Champ-Car-Serie unter anderem Namen gestartet war. Allerdings stellten sich auch mit diesem Team keine Erfolge ein und er beendete die Saison auf dem 16. Platz in der Meisterschaft. Nachdem er zunächst mit IndyCar-Teams in Verbindung gebracht worden war, kehrte er 2010 in die Superleague Formula zurück. Für das von Azerti Motorsport betreute Team von Corinthians São Paulo startend belegte sein Team nach dem ersten Rennwochenende den elften Gesamtrang.

## Erfolgsstatistik

### Karrierestationen
- 1999: Formel Vauxhall Lotus Winterserie (Platz 2)
- 2000: Formel Ford 1800 Benelux (Platz 5)
- 2001: Britische Formel-3-Meisterschaft, Nationale Klasse (Platz 5)
- 2002: Deutsche Formel-3-Meisterschaft (Platz 11)
- 2003: Formel-3-Euroserie (Platz 9)
- 2004: Internationale Formel-3000-Meisterschaft (Platz 3)
- 2004: Formel 1 (Testfahrer)
- 2005: Formel 1 (Platz 25)
- 2006: Formel 1 (Platz 24)
- 2007: Champ Car (Platz 3)
- 2007: Formel 1 (Testfahrer)
- 2008: Superleague Formula (Platz 3)
- 2009: IndyCar Series (Platz 16)
- 2010: Superleague Formula

### Statistik in der Formel-1-Weltmeisterschaft

#### Gesamtübersicht
| Saison | Team            | Chassis      | Motor            | Rennen | Siege | Zweiter | Dritter | Poles | schn. Runden | Punkte | WM-Pos. |
| ------ | --------------- | ------------ | ---------------- | ------ | ----- | ------- | ------- | ----- | ------------ | ------ | ------- |
| 2005   | Minardi F1 Team | Minardi PS05 | Cosworth 3.0 V10 | 8      | –     | –       | –       | –     | –            | –      | 25.     |
| 2006   | Red Bull Racing | Red Bull RB2 | Ferrari 2.4 V8   | 3      | –     | –       | –       | –     | –            | –      | 24.     |
| Gesamt | Gesamt          | Gesamt       | Gesamt           | 11     | –     | –       | –       | –     | –            | –      |         |

#### Einzelergebnisse
| Saison | 1  | 2  | 3  | 4  | 5  | 6  | 7  | 8  | 9  | 10 | 11 | 12  | 13 | 14 | 15 | 16  | 17 | 18 | 19 |
| ------ | -- | -- | -- | -- | -- | -- | -- | -- | -- | -- | -- | --- | -- | -- | -- | --- | -- | -- | -- |
| 2005   |    |    |    |    |    |    |    |    |    |    |    |     |    |    |    |     |    |    |    |
| TD     | TD | TD | TD | TD | TD |    |    | TD | TD | TD | 18 | DNF | 13 | 18 | 13 | DNF | 14 | 14 |    |
| 2006   |    |    |    |    |    |    |    |    |    |    |    |     |    |    |    |     |    |    |    |
| TD     | TD | TD | TD | TD | TD | TD | TD | TD | TD | TD | TD | TD  | TD | TD | 12 | 13  | 12 |    |    |

| Legende  | Legende            | Legende                                                          |
| Farbe    | Abkürzung          | Bedeutung                                                        |
| -------- | ------------------ | ---------------------------------------------------------------- |
| Gold     | –                  | Sieg                                                             |
| Silber   | –                  | 2. Platz                                                         |
| Bronze   | –                  | 3. Platz                                                         |
| Grün     | –                  | Platzierung in den Punkten                                       |
| Blau     | –                  | Klassifiziert außerhalb der Punkteränge                          |
| Violett  | DNF                | Rennen nicht beendet (did not finish)                            |
| Violett  | NC                 | nicht klassifiziert (not classified)                             |
| Rot      | DNQ                | nicht qualifiziert (did not qualify)                             |
| Rot      | DNPQ               | in Vorqualifikation gescheitert (did not pre-qualify)            |
| Schwarz  | DSQ                | disqualifiziert (disqualified)                                   |
| Weiß     | DNS                | nicht am Start (did not start)                                   |
| Weiß     | WD                 | zurückgezogen (withdrawn)                                        |
| Hellblau | PO                 | nur am Training teilgenommen (practiced only)                    |
| Hellblau | TD                 | Freitags-Testfahrer (test driver)                                |
| ohne     | DNP                | nicht am Training teilgenommen (did not practice)                |
| ohne     | INJ                | verletzt oder krank (injured)                                    |
| ohne     | EX                 | ausgeschlossen (excluded)                                        |
| ohne     | DNA                | nicht erschienen (did not arrive)                                |
| ohne     | C                  | Rennen abgesagt (cancelled)                                      |
| ohne     | keine WM-Teilnahme |                                                                  |
| sonstige | P/fett             | Pole-Position                                                    |
| sonstige | 1/2/3/4/5/6/7/8    | Punktplatzierung im Sprint-/Qualifikationsrennen                 |
| sonstige | SR/kursiv          | Schnellste Rennrunde                                             |
| sonstige | *                  | nicht im Ziel, aufgrund der zurückgelegten Distanz aber gewertet |
| sonstige | ()                 | Streichresultate                                                 |
| sonstige | unterstrichen      | Führender in der Gesamtwertung                                   |